# ドロタ・ケンジェルザヴスカ
ドロタ・ケンジェジャフスカ（Dorota Kędzierzawska [dɔˈrɔta kɛɲd͡ʑɛˈʐafska]、1957年6月1日 - ）は、ポーランドの映画監督。女性。ケンジェルザヴスカと表記されることがあるが、ポーランド語の発音に近いのはケンジェジャフスカである。

## 人物
ポーランドの女性の映画監督。ウッチ生まれ。ウッチの国立映画学校で映画を学んだ後、モスクワの映画研究所で制作・演出を学ぶ。1991年に『DIABLY DIABLY』で長編映画を制作し、名が知られる。
1994年にキャメリメージ国際映画撮影技術祭でグランプリに輝いた『からす達』や『NIC』（1998年）など、子供たちや社会問題を扱った作品には定評がある。他には『僕がいない場所』『木洩れ日の家で』など。
また自身の作品に子供を扱った内容が多いことについて、「映画を撮り終えた時、次は大人を主人公にした作品にしようと考えるのだが、やはり子供の話を撮ってしまう」と語っている。